# Cœur de Causse
Cœur de Causse – gmina we Francji, w regionie Oksytania, w departamencie Lot. W 2013 roku liczba ludności na terenie obecnej gminy wynosiła 964 mieszkańców. 
Gmina została utworzona 1 stycznia 2016 roku z połączenia pięciu wcześniejszych gmin: Beaumat, Fontanes-du-Causse, Labastide-Murat, Saint-Sauveur-la-Vallée oraz Vaillac. Siedzibą gminy została miejscowość Labastide-Murat.